# Demonax funebris
Demonax funebris är en skalbaggsart som först beskrevs av Auguste Lameere 1890.  Demonax funebris ingår i släktet Demonax och familjen långhorningar. Inga underarter finns listade i Catalogue of Life.